# Вильянуэва, Висенте
Висенте Вильянуэва (исп. Vicente Villanueva; род. 1970, Валенсия, Испания) — испанский режиссёр и писатель, сценарист, продюсер, актёр, создатель короткометражных и полнометражных фильмов.

## Биография
Родился в 1970 году в Валенсии.
Изучал режиссуру в Институте кино в Мадриде.

## Фильмография

### Режиссёр
- El futuro está en el porno (2005)
- Обратная сторона любви / Lo contrario al amor (2011)
- Meeting with Sarah Jessica (2013)
- Nacida para ganar (2016)
- Toc Toc (2017)

### Сценарист
- El futuro está en el porno (2005)
- Обратная сторона любви (2011)
- Встреча с Сарой Джессикой (2013)
- Nacida para ganar (2016)
- Toc Toc (2017)

### Продюсер
- Стокгольм (2013)
- Встреча с Сарой Джессикой (2013)

### Актёр
- Умереть в Чафаринасе (1995) — солдат

## Награды
- 2005, 2007 — награды Фестиваля короткометражного кино в Бока Дель Лобо
- 2008 — второй приз Alcalá de Henares / Comunidad de Madrid 2008
- 2008 — специальный приз жюри за лучший короткометражный фильм на кинофестивале в Медина-дель-Кампо